# Andrena aburana
Andrena aburana là một loài Hymenoptera trong họ Andrenidae. Loài này được Hirashima mô tả khoa học năm 1962.